# 梁季阳
梁季阳（1940年—2020年），汉族，中华人民共和国政治人物、第十一届全国政协委员。
加入中国致公党，担任中国科学院地理科学与资源研究所研究员。2008年，当选第十一届全国政协委员，代表农业界，分入第三十九组。并担任经济委员会专委。